# Polycerella
Polycerella is een geslacht van weekdieren uit de klasse van de Gastropoda (slakken).

## Soorten
- Polycerella emertoni A. E. Verrill, 1880
- Polycerella glandulosa Behrens & Gosliner, 1988